# Euphorbia crispa
Euphorbia crispa ist eine Pflanzenart aus der Gattung Wolfsmilch (Euphorbia) in der Familie der Wolfsmilchgewächse (Euphorbiaceae).

## Beschreibung
Die sukkulente Euphorbia crispa wächst als zweihäusiger Geophyt aus einer knolligen Wurzel. Diese geht in die unterirdische Sprossachse über und der Vegetationspunkt befindet sich in Bodennähe. Die lanzettlichen Blätter werden bis 5 Zentimeter lang und 1 Zentimeter breit. Die Blattränder sind gekräuselt und der Blattstiel wird bis 5 Zentimeter lang.
Es werden zwei- bis fünfstrahlige Cymen ausgebildet, die an einem bis 3,7 Zentimeter langen Stiel stehen. Die sitzenden Brakteen sind verkehrt eiförmig und werden bis 4,5 Millimeter lang und breit. Die Cyathien erreichen 6 Millimeter im Durchmesser. Die elliptischen Nektardrüsen stehen einzeln. Die nahezu kugelförmige Frucht wird 6 Millimeter groß und ist annähernd sitzend. Der eiförmige Samen wird 4 Millimeter groß und ist ungleichmäßig mit Warzen besetzt.

## Verbreitung und Systematik
Euphorbia crispa ist in der südafrikanischen Provinz Westkap verbreitet.
Euphorbia crispa gehört zur Sektion Anthacanthae der Untergattung Athymalus. Die Erstbeschreibung der Art erfolgte 1821 als Tithymalus crispus durch Adrian Hardy Haworth. Robert Sweet stellte die Art 1826 in die Gattung Euphorbia.